# ادلشوفن، میدل فرانکونیا
ادلشوفن، میدل فرانکونیا (به آلمانی: Adelshofen, Middle Franconia) یک شهر در آلمان است که در بایرن واقع شده‌است.

## خصوصیات
ادلشوفن ۲۷٫۱۸ کیلومترمربع مساحت دارد ۴۲۹ متر بالاتر از سطح دریا واقع شده‌است.